# Kether Donohue
Kather Donohue (New York, 1985) è un'attrice e doppiatrice statunitense.
Nota principalmente per il ruolo di Lindsay nella serie televisiva You're the Worst, ha recitato da protagonista nel film The Bay.

## Biografia
Dopo aver iniziato a lavorare come doppiatrice fin da bambina, Donohue intraprende una formazione attoriale già durante le scuole superiori per poi perfezionandosi a livello universitario. Durante la sua carriera di doppiatrice ottiene alcuni ruoli di rilievo in numerose serie animate, fra le altre: Yûgiô: 5D's, Pokémon, Magica Doremi, Kappa Mikey e Tokyo Mew Mew. 
Debutta come attrice nel 2003, ottenendo il suo primo ruolo da protagonista nel film del 2012 The Bay. Appare successivamente nella saga cinematografica di Pitch Perfect. A partire dal 2014 interpreta il ruolo di Lindsay nella serie televisiva You're the Worst, che le vale una nomination ai Critics' Choice Television Award nomination nella categoria "miglior attrice non protagonista in una serie TV commedia". Nel 2016 recita in Grease: Live, remake televisivo del classico Grease.
Negli anni successivi continua a lavorare sia come attrice che come doppiatrice, riprendendo a lavorare anche a serie animate come Elena di Avalor e Badgirl. A partire dal 2022 recita nella serie televisiva B Positive.

## Filmografia

### Attrice

#### Cinema
- Over the GW, regia di Nick Gaglia (2007)
- New York Lately, regia di Gary King (2009)
- Aaron Bacon, regia di Nick Gaglia (2009)
- Boy Wonder, regia di Michael Morrissey (2010)
- Altered States of Plaine, regia di Nick Gaglia (2012)
- The Bay, regia di Barry Levinson (2012)
- Voices, regia di Jason Moore (2012)
- Pitch Perfect 2, regia di Elizabeth Banks (2015)
- Collar, regia di David Wilson (2015)
- The Disaster Artist, regia di James Franco (2017)

#### Televisione
- Saving Jason – Film TV, regia di Stan Lathan (2003)
- Hope & Faith – Serie TV, 2 episodi (2005)
- Royal Pains  – Serie TV, 1 episodio (2009)
- Open Books – Film TV, regia di James Burrows (2010)
- Perfect Couples – Serie TV, 2 episodi (2011)
- Ringer  – Serie TV, 1 episodio (2012)
- In cerca di Jane – Serie TV, 1 episodio (2012)
- The Mindy Project – Serie TV, 1 episodio (2012)
- High Maintenance – Serie TV, 1 episodio (2013)
- The Carrie Diaries – Serie TV, 1 episodio (2013)
- Film Pigs – Serie TV, 1 episodio (2014)
- You're the Worst – Serie TV, 62 episodi (2014-2016)
- Wheelz – Serie TV, 1 episodio (2015)
- Grease: Live – Film TV, regia di Thomas Kail (2016)
- Rudy – Film TV, regia di Titmouse (2016)
- Champions – Serie TV, 1 episodio (2018)
- LA to Vegas – Serie TV, 2 episodi (2018)
- The Guest Book – Serie TV, 1 episodio (2018)
- You – Serie TV, 1 episodio (2019)
- Happy Accident – Film TV, regia di Kat Coiro (2019)
- B Positive – Serie TV, 28 episodi (2020-2022)

### Doppiatrice

#### Televisione
- Yûsha ô Gaogaigar – Serie animata, 13 episodi (1997)
- Magica Doremi – Serie animata, 49 episodi (1999-2000)
- PIANO – Serie animata, 10 episodi (2002)
- Tokyo Mew Mew – Serie animata (2002)
- Asagiri no miko – Serie animata (2002)
- Drengen der ville gøre det umulige – Serie animata (2002)
- Futari no Joe – Miniserie animata (2003)
- Oh, mia dea – Serie animata, 28 episodi (2005-2006)
- Kappa Mikey – Serie animata, 19 episodi (2006-2008)
- Kodai Oja Kyoryu Kingu – Serie animata, 3 episodi (2007-2008)
- Three Delivery – Serie animata, 5 episodi (2008-2009)
- Pokémon – Serie animata, 7 episodi (2008-2010)
- Huntik: Secrets and Seekers – Serie animata, 1 episodio (2009)
- Kurokami – Serie animata, 19 episodi (2009)
- Yûgiô: 5D's – Serie animata, 10 episodi (2009-2010)
- Who Is? – Serie TV, 1 episodio (2017)
- Tutti pazzi per Re Julien – Serie animata, 2 episodi (2016-2017)
- American Dad! – Serie animata, 1 episodio (2019)
- Elena di Avalor – Serie animata, 10 episodi (2019-2020)
- Star Trek: Lower Decks – Serie TV, 1 episodio (2020)
- Badgirl – Serie animata, 6 episodi (2021)
- Tuca & Bertie – Serie animata, 2 episodi (2021-2022)

#### Videogiochi
- LeapPad (1997)
- Touhou kyanonbôru (2019)